# Ляскі-Влосцянські
Ляскі-Влосцянські (пол. Laski Włościańskie) — село в Польщі, у гміні Червін Остроленцького повіту Мазовецького воєводства.
Населення — 166 осіб (2011).
У 1975-1998 роках село належало до Остроленцького воєводства.

## Демографія
Демографічна структура станом на 31 березня 2011 року:
|          | Загалом | Допрацездатний вік | Працездатний вік | Постпрацездатний вік |
| -------- | ------- | ------------------ | ---------------- | -------------------- |
| Чоловіки | 82      | 17                 | 55               | 10                   |
| Жінки    | 84      | 18                 | 51               | 15                   |
| Разом    | 166     | 35                 | 106              | 25                   |